# Pandadiplomácia

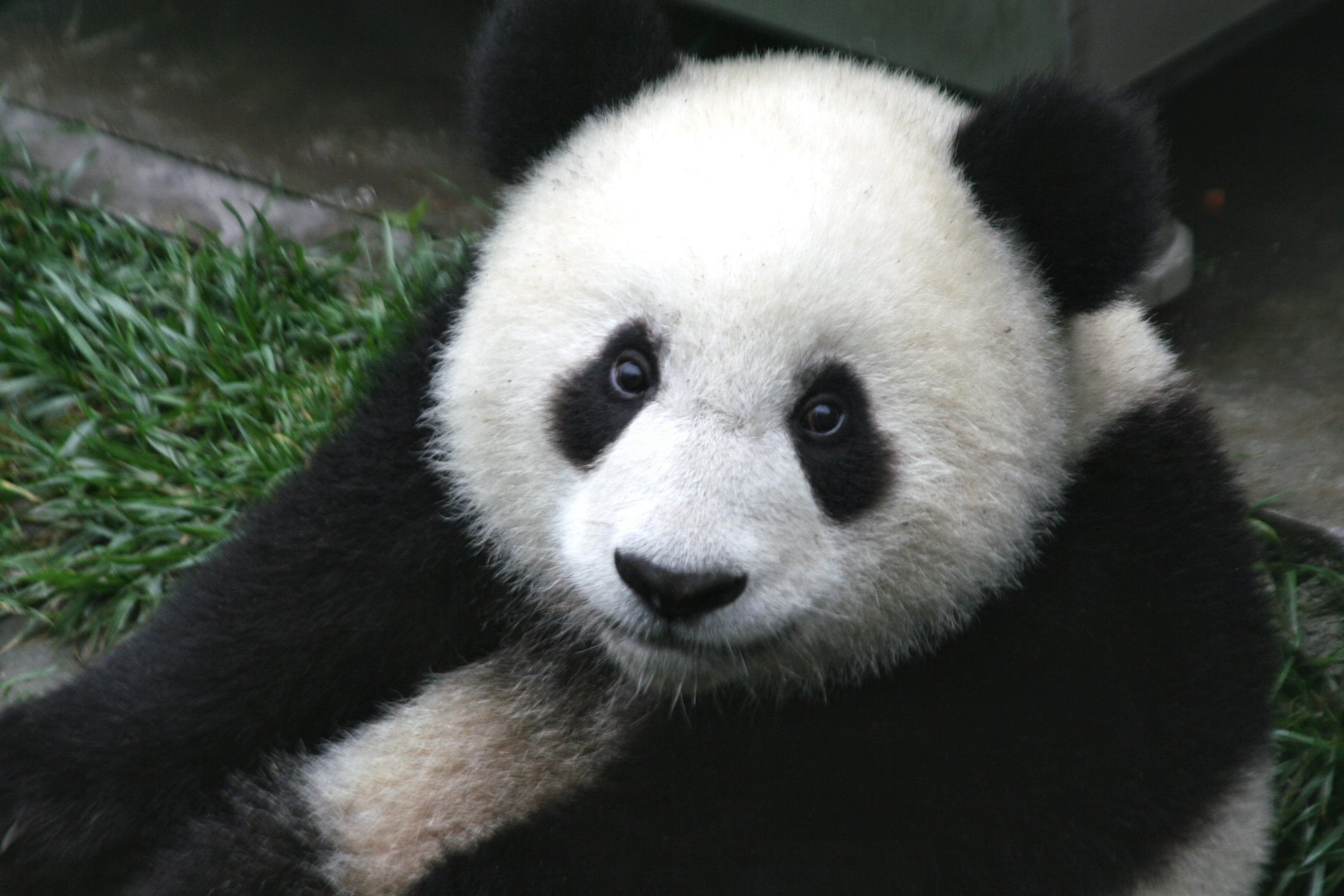
7 hónapos pandabocs

A pandadiplomácia egy fogalom a nemzetközi diplomáciában, mely Kína óriáspandák diplomáciai ajándékként való használatát takarja. Ennek hagyománya a Tang-dinasztia idejére nyúlik vissza, amikor is Vu Cö-tien (Wu Ze-tian) kínai anyacsászárné (625–705) egy pár pandát küldött a japán uralkodónak.

## Pandák a kínai politikában

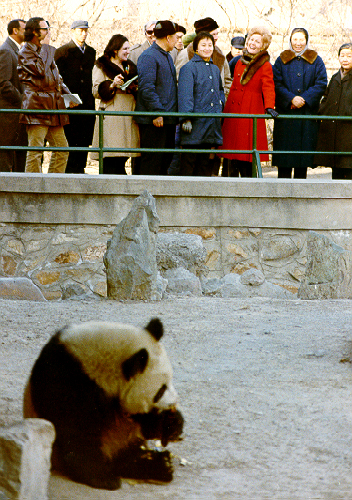
Pat Nixon amerikai first lady és a Pekingi Állatkert egyik pandája 1972 februárjában

A Kínai Népköztársaság az 1950-es évek óta alkalmazza a pandadiplomáciát, és az elmúlt évtizedekben vált ismert szokássá.1958 és 1982 között Kína 23 pandát ajándékozott kilenc különböző országnak. Mindezek közül a legjelentősebb Ling-Ling és Hsing-Hsing ajándékozása volt az Egyesült Államoknak 1972-ben, Richard Nixon történelmi kínai látogatása után. Viszonzásul Nixon egy pézsmatulokpárt küldött Kínának. 1972 áprilisában, a pandapár érkezését követően Pat Nixon elnökfeleség Washington D.C. Nemzeti Állatkertjének ajándékozta őket, ahol egy hivatalos üdvözlő ceremóniát is tartottak nekik. Az első napon több mint 20 ezer látogató, az első évben pedig körülbelül 1,1 millió ember látta a két állatot. A pandák elképesztően népszerűen voltak és jelentős diplomáciai sikerként könyvelték el őket, bizonyítékul Kína buzgó vágyának, hogy hivatalos kapcsolatokat építsen ki Amerikával. A sikert látván 1974-ben Edward Heath angol miniszterelnök maga is pandákat kért Kínától az Egyesült Királyság számára diplomáciai látogatása során. Chia-Chia és Ching-Ching néhány héttel később pedig már meg is érkezett a Londoni Állatkertbe.
Azonban 1984-től kezdve nem használták tovább diplomáciai követként a pandákat. Ettől fogva Kína csak 10 éves periódusokra ad kölcsön pandákat egy meghatározott, de legfeljebb 1 millió dolláros évi kölcsönzési díjért cserébe. Emellett minden a kölcsönzési idő alatt születő pandabocs a Kínai Népköztársaság tulajdonát képezi, születési helyüktől függetlenül. 1988-tól a Természetvédelmi Világalap törvényének értelmében az Amerikai Egyesült Államok Hal- és Vadvédelmi Szolgálata csak abban az esetben hajlandó befogadni az ajándék óriáspandákat, amennyiben az általuk fizetett összegnek legalább a felét a kínai kormány a vadon élő pandák védelmére és természetes élőhelyeinek megőrzésére fordítja.
A pandák fontos diplomáciai jelképpé váltak, nem csak Kína számára. Hu Csin-tao (Hu Jin-tao) egy 2008 májusában Japánba tett látogatása során Kína bejelentette két panda kölcsönadását Japánnak. A kínai elnök szavait idézve „az óriáspandák nagyon népszerűek a japánoknál, valamint szimbólumai a Japán és Kína baráti köteléknek”. Más országok pandákkal kapcsolatos tetteit gyakran további jelentéssel ruházzák fel. Például a brit diplomaták aggodalmuknak adtak hangot egy panda 1964-es átszállításakor a Londoni Állatkertből a Moszkvaiba, mondván az ártana a kínai–szovjet kapcsolatoknak. 2006 januárjában Robert Zoellick-et, az Egyesült Államok helyettes államtitkárát, egy öt hónapos pandakölyköt ölelve fotózták le Szecsuan (Sichuan) tartományban tett látogatása során. A kínai média ezt a képet széles körben terjesztette és szándékosan úgy értelmezték, hogy Zoellick támogatja a jobb kapcsolatok kialakítását az USA és Kína között.
2014. április 16-án Kína Malajziába tervezte küldeni két, Fu Va (Fu Wa) és Feng Ji (Feng Yi) nevű pandáját a két ország közti 40 éves diplomáciai kapcsolat fennállásának ünneplése alkalmából, de ezt az MH370-es gép tragédiája miatt elnapolták,  többek között mivel a gép 152 kínai állampolgárt is szállított. A két panda később, 2014. május 21-én érkezett meg a Kuala Lumpur-i Nemzetközi Repülőtérre és a Malajziai Nemzeti Állatkertben, a Negara Zooban kerültek elhelyezésre.

## Tajvan és a pandák
2005-ben Lien Csan (連戰, Lien Chan), az akkor ellenzéki párt, a Kuomintang elnöke kontinentális Kínába látogatott. Lien Csan (Lien Chan) és a Kínai Kommunista Párt között folyt párbeszéd eredményeképp Kína két pandát ajánlott fel Tajvannak, Tuan Tuan (團團) és Jüan Jüan (圓圓, Yuan Yuan) néven. Amíg a lakosság körében népszerű volt az ötlet, addig az országot akkor vezető Demokratikus Progresszív Párt (DPP) óvatosabban viszonyult a kérdéshez, ugyanis a párt Tajvan függetlenségét támogatja és ellenzi a Kínai Népköztársasággal való egyesülést. A DDP a pandák ajándékozását Tajvan és Kína egységesítésére való kísérletnek tekintette. Miközben számos tajvani állatkert tett felajánlást a pandák befogadására, addig a kormány azzal a kifogással állt elő, a tajvani klíma nem megfelelő a pandák számára, valamint hogy nem rendelkeznek a megfelelő szakértelemmel a pandák ellátásához. Azonban széles körben köztudott volt, hogy mindezzel a DPP-vezette kormány a kínai kormánytól kívánt távolságot tartani. További problémát okoz a veszélyeztetett vadon élő állat- és növényfajok nemzetközi kereskedelméről szóló egyezmény (CITES) alkalmazása. 1998-ban Kína két óriáspandát ajánlott Tajvannak. Míg a kínai kormány ragaszkodott ahhoz, hogy a pandák szállítása belföldön történt volna, amire nem vonatkozik a CITES, addig a tajvani kormány vitatta ezt és ragaszkodott az egyezményben foglalt eljárásokhoz. 2006. március 11-én Tajvan hivatalosan is elutasította az ajánlatot: Csen Suj-pien (陳水扁, Chen Shui-bian) elnök „őszintén sürgeti a kínai vezetőket, hogy hagyják az óriáspandákat természetes élőhelyükön, mert a ketrecekben nevelt vagy ajándékba adott pandák nem lesznek boldogok”.
A Kuomintang kormányváltását követően 2008 júliusában a tajvani kormány bejelentette, hogy elfogadna ajándékként két négyéves pandát. 2008 decemberében a kormány jóváhagyta a pandák behozatalát: Tuan Tuan és Jüan Jüan (Tuan Tuan és Yuan Yuan) még abban hónapban, nemzetközi médiafigyelem mellett érkezett meg a Tajpeji Állatkertbe. Az átszállításra válaszul a CITES titkársága kijelentette, hogy a két panda „belföldi kereskedelem” tárgyát képezte, így nem volt szükséges azt jelenteni a CITES felé. Tajvan gyorsan visszautasította a CITES nyilatkozatát, mondván az eljárás szorosan követte az országok közti szállítások esetén alkalmazandó procedúrákat. Tajvan továbbá hozzátette még, hogy belföldi szállítás esetén nem lett volna szükség ezen procedúrákra, valamint azt, hogy mivel Tajvan nem aláírója az egyezménynek, ezért nem köteles a két panda elfogadását jelentenie a CITES titkárságának.

## Más állatok, mint diplomáciai ajándékok
A nemzetközi diplomáciában más ritka állatok ajándékozása is bevett. A 2008-as Pekingi Olimpia alkalmából Kína öt, az olimpia karikákat szimbolizáló kínai tokot ajándékozott Hongkongnak.
2009-ben a Seychelle-szigetek kormányzata bejelentette, hogy egy pár aldabrai óriásteknőst ajándékoz a 2010-es sanghaji világkiállításnak a Kínai Népköztársaság alapításának 60. évfordulójának alkalmából, valamint köszönetképp a kis szigetország konferencián való részvételének anyagi támogatását. A két teknőst a Sanghaji Állatkertben helyezték el.
A mongol kormány lovakat ajándékozott többek között Pak Kunhje (Park Geun-hye) dél-koreai elnöknőnek, Mohammad Hamid Ansari indiai alelnöknek, Narendra Modi indiai miniszterelnöknek és Chuck Hagel amerikai védelmi miniszternek.
Állatok ajándékozása előkelőségeknek évszázados gyakorlat. A Roland-ének francia eposz demonstrálja, mennyire bevett szokás volt ez a középkorban, leírva az egzotikus állatok birtoklásának csábítását és kecsegtetését.

## Fordítás
- Ez a szócikk részben vagy egészben  a   Panda diplomacy című angol Wikipédia-szócikk ezen változatának fordításán alapul.  Az eredeti cikk szerkesztőit annak laptörténete sorolja fel. Ez a jelzés csupán a megfogalmazás eredetét és a szerzői jogokat jelzi, nem szolgál a cikkben szereplő információk forrásmegjelöléseként.